# 4월 17일
4월 17일은 그레고리력으로 107번째(윤년일 경우 108번째) 날에 해당한다.

## 사건
- 1492년 - 산타페 협약, 스페인과 크리스토퍼 콜럼버스가 아시아로의 항해를 계약하다. 항해의 목적은 향신료.
- 1895년 - 청나라가 시모노세키 조약에 조인하여 타이완을 일본에게 할양한다.
- 1925년 - 조선공산당이 창당되다.
- 1941년 - 유고슬라비아, 독일에게 항복하다.
- 1946년 - 시리아, 프랑스에서 독립하다.
- 1961년 - 미국, 쿠바 피그만을 침공하나 사흘 만에 대패하다.
- 1969년 - 체코슬로바키아 공산당 제1서기 알렉산데르 둡체크 실각, 후임에 구스타우 후사크가 임명되다.
- 1971년 - 방글라데시 인민공화국이 선포되다.
- 1975년
  - 크메르루주가 캄보디아의 수도 프놈펜을 함락시켜 캄보디아를 장악하다.
  - 4·19 혁명 묘역, 국립묘지로 승격하다.
- 1976년 - 대한민국과 바레인이 국교수립을 한다.
- 1981년 - 폴란드 정부, 자유 노조 결성을 허용하다.
- 1986년 - 네덜란드와 실리 군도가 평화 협정을 맺고 335년 전쟁을 끝내다.
- 1989년 - 중국 베이징의 천안문 광장에서 4000명의 학생들이 후야오방을 애도하고, 민주화를 요구하는 행진을 벌이다.
- 1997년 - 대한민국 대법원이 전두환 전 대통령에게는 무기징역과 2205억원의 추징금을, 노태우 전 대통령에게는 징역 17년과 추징금 2628억원을 선고하다.
- 2000년 - 종합주가지수가 93.17(11.63%) 하락으로 하락폭-하락률 사상 최고기록을 경신하다.
- 2019년 - 진주 가좌주공아파트 방화 살인 사건이 발생했다.

## 문화
- 1970년 - 아폴로 13호가 무사귀환하다.
- 1982년 - 문화방송 여의도 사옥 개막.
- 2007년 - 대전 도시철도 1호선 정부청사역 ~ 반석역 구간이 개통되면서 전구간 완전 개통.
- 2014년 - 美항공우주국(NASA)의 케플러 우주망원경이 우리 은하계의 다른 별에서 지구 크기의 물이 있을 가능성이 있으며 사람이 거주할 수 있는 행성을 처음으로 발견했다.

## 탄생
- 1418년 - 조선 제5대 국왕 문종의 정비 현덕왕후. (~1441년)
- 1586년 - 영국의 극작가 존 포드. (~1639년)
- 1818년 - 러시아 제국의 황제 알렉산드르 2세. (~1881년)
- 1885년 - 덴마크의 작가 카렌 블릭센. (~1962년)
- 1888년 - 독일의 군악병 헤름스 닐. (~1954년)
- 1891년 - 대한민국의 정치깡패 박춘금. (~1973년)
- 1894년 - 구 소련의 정치인 니키타 흐루쇼프. (~1971년)
- 1897년 - 미국의 작가, 극작가 손턴 와일더. (~1975년)
- 1903년 - 대한민국의 정치인 서민호. (~1974년)
- 1916년 - 스리랑카의 정치인 시리마보 반다라나이케. (~2000년)
- 1918년 - 미국의 영화 배우 윌리엄 홀든. (~1981년)
- 1921년 - 대한민국의 군인 김용배. (~1951년)
- 1928년 - 대한민국의 정치인 정웅. (~2021년)
- 1929년 - 독일의 작곡가 제임스 라스트. (~2015년)
- 1931년 - 대한민국의 공무원 박진병.
- 1932년 - 대한민국의 기업인 박용곤. (~2019년)
- 1942년 - 영국의 배우 데이비드 브래들리.
- 1946년
  - 대한민국의 바둑 기사 이봉근. (~2019년)
  - 독일의 생물학자, 노벨 생리학·의학상 수상자 게오르게스 J. F. 쾰러. (~1995년)
- 1948년 - 대한민국의 전직 광역의회의원 김형준.
- 1951년
  - 미국, 잉글랜드, 아르헨티나의 배우 올리비아 핫세. (~2024년)
  - 스웨덴의 아이스하키 선수 뵈리에 살밍. (~2022년)
- 1954년
  - 대한민국의 시사 만화가 김상택. (~2009년)
  - 캐나다의 프로레슬링 선수 로디 파이퍼.
- 1958년 - 대한민국의 정치인 이진용.
- 1963년 - 미국의 배우 조엘 머레이.
- 1964년
  - 대한민국의 가수 임종환. (~2010년)
  - 대한민국의 법조인 박계현.
- 1965년
  - 대한민국의 희극인 표인봉.
  - 일본의 성우, 배우 쿠로다 타카야.
- 1966년 - 대한민국의 아나운서 이재용.
- 1969년 - 대한민국의 범죄자 정남규. (~2009년)
- 1971년
  - 대한민국의 정치인 박용진.
  - 대한민국의 전 야구 선수 고형욱.
- 1972년
  - 일본의 축구 심판 니시무라 유이치.
  - 미국의 배우 제니퍼 가너.
  - 대한민국의 성우 주자영.
- 1974년
  - 영국의 패션 디자이너, 가수 빅토리아 베컴 (스파이스 걸스).
  - 대한민국의 성우 최석필.
- 1975년 - 대한민국의 전 농구 선수 구본근.
- 1976년 - 프랑스의 배우, 영화 감독 마이웬.
- 1977년
  - 대한민국의 농구 선수, 농구코치 임재현.
  - 미국의 스피드 스케이트 선수 채드 헤드릭.
- 1978년
  - 대한민국의 성우 박지윤.
  - 일본의 축구 선수 야마구치 사토시.
- 1979년
  - 대한민국의 가수 성시경.
  - 독일의 배우 켄 듀켄.
- 1980년
  - 대한민국의 가수 정동하.
  - 대한민국의 야구 선수 김사율.
  - 대한민국의 배우 김선영.
  - 미국의 배우 니컬러스 다고스토.
- 1981년
  - 대한민국의 배우 겸 레이싱 모델 김유연.
  - 이탈리아의 성전환 모델 레아 T.
- 1982년
  - 대한민국의 배우 이준기.
  - 대한민국의 배우 이시영.
- 1983년
  - 대한민국의 야구 선수 박정규.
  - 대한민국의 축구 선수 조원희.
  - 대한민국의 전직 프로게이머, 프로게임단 코치 김동진.
- 1984년 - 대한민국의 배우 국지연.
- 1985년
  - 미국의 배우 루니 마라.
  - 일본의 전 축구 선수 혼다 다쿠야.
- 1986년
  - 일본의 성우 타케우치 에이지.
  - 대한민국의 축구 선수 이용래.
- 1987년
  - 대한민국의 가수 이정아.
  - 대한민국의 배우 김광섭.
  - 모로코의 축구 선수 메디 베나티아.
  - 조선민주주의인민공화국의 축구 선수 리광혁.
  - 일본의 만화가 사노 나미. (~2023년)
- 1988년 - 일본의 가수 모리타 타카히로 (ONE OK ROCK).
- 1989년
  - 대한민국의 배우 김시온.
  - 대한민국의 축구 선수 김현우.
  - 대한민국의 일러스트레이터 김민혜.
- 1990년
  - 대한민국의 배우 차우진.
  - 대한민국의 배우 변준석.
  - 대한민국의 배우 김지한.
  - 일본의 전 축구 선수 후지와라 고타로.
  - 중화민국의 양궁 선수 레이첸잉.
- 1991년
  - 대한민국의 작가 손희애.
  - 대한민국의 유도 선수 정보경.
  - 대한민국의 방송인 김정은.
  - 대한민국의 배우 김대현.
  - 대한민국의 前 농구 선수 김창모.
- 1992년
  - 대한민국의 프리랜서 아나운서 박서현.
  - 독일의 축구 선수 슈코드란 무스타피.
  - 대한민국의 가수 진호.
  - 대한민국의 방송인 윤아라.
  - 대한민국의 가수 이주천.
- 1993년
  - 대한민국의 래퍼 캐스퍼.
  - 대한민국 가수 다일 (어위크).
  - 대한민국의 가수 최전설.
- 1994년 - 대한민국의 가수 홍석. (펜타곤)
- 1995년
  - 대한민국의 가수 휘인 (마마무).
  - 대한민국의 배우 안효섭.
  - 일본의 성우 겸 가수 사가라 마유.
  - 영국의 배우 피비 디네버.
- 1997년 - 대한민국의 야구 선수 이찬석.
- 1998년
  - 대한민국의 배우 박보인.
  - 대한민국의 배우 장하경.
- 1999년
  - 대한민국의 배우 김희수.
  - 대한민국의 가수 박윤하.
  - 대한민국의 축구 선수 최준.
- 2000년
  - 이탈리아의 펜싱 선수 톰마소 마리니.
  - 대한민국의 가수 혁.
- 2001년
  - 대한민국의 가수 류진 (ITZY).
  - 대한민국의 농구 선수 유기상.
- 2002년 - 대한민국의 가수 레나. (공원소녀)
- 2003년
  - 대한민국의 가수 백지헌 (Fromis 9).
  - 대한민국의 축구 선수 김동현.
- 2004년 - 대한민국의 음악가 한문희.
- 2007년 - 일본의 아이돌 오즈 레이나.

### 미상
- 대한민국의 가수 강지연.

## 사망
- 1711년 - 신성 로마 제국 황제, 헝가리와 보헤미아의 왕 요제프 1세. (1678년~)
- 1790년 - 미국의 발명가, 외교관, 미국 건국의 아버지 벤저민 프랭클린. (1706년~)
- 1937년 - 일제강점기의 시인, 작가 이상. (1910년~)
- 1995년 - 대한민국의 판소리 명창 김소희. (1917년~)
- 2014년 - 콜롬비아의 소설가, 저널리스트이자 정치 운동가, 노벨 문학상 수상자 가브리엘 가르시아 마르케스. (1927년~)
- 2016년 - 미국의 배우 도리스 로버츠. (1929년~)
- 2018년 - 미국의 제41대 대통령 조지 H. W. 부시의 부인 바버라 부시. (1925년~)
- 2019년 - 페루의 제93대 대통령 알란 가르시아. (1949년~)
- 2021년
  - 대한민국의 래퍼 이현배. (1973년~)
  - 대한민국의 배우 김을분. (1926년~)
- 2022년
  - 프랑스의 가수 캐서린 스파크. (1945년~)
  - 루마니아의 피아니스트 라두 루푸. (1945년~)
- 2023년
  - 대한민국의 정치인 정동일. (1954년~)
  - 미국의 가수 에이프릴 스티븐스. (1929년~)
- 2024년
  - 대한민국의 기업인 박세준. (1945년~)
  - 대한민국의 정치인 윤여훈. (1937년~)
- 2025년 - 세르비아의 작가 류보미르 시모비치. (1935년~)

## 기념일
- 세계 혈우병의 날

## 같이 보기
- 전날: 4월 16일 다음날: 4월 18일 - 전달: 3월 17일 다음달: 5월 17일
- 음력: 4월 17일
- 모두 보기